# Meisterschwanden
Meisterschwanden (toponimo tedesco) è un comune svizzero di 2 940 abitanti del Canton Argovia, nel distretto di Lenzburg.

## Geografia fisica
Meisterschwanden si affaccia sul Lago di Hallwil.

## Storia
Nel 1900 ha inglobato il comune soppresso di Tennwil.

## Monumenti e luoghi d'interesse

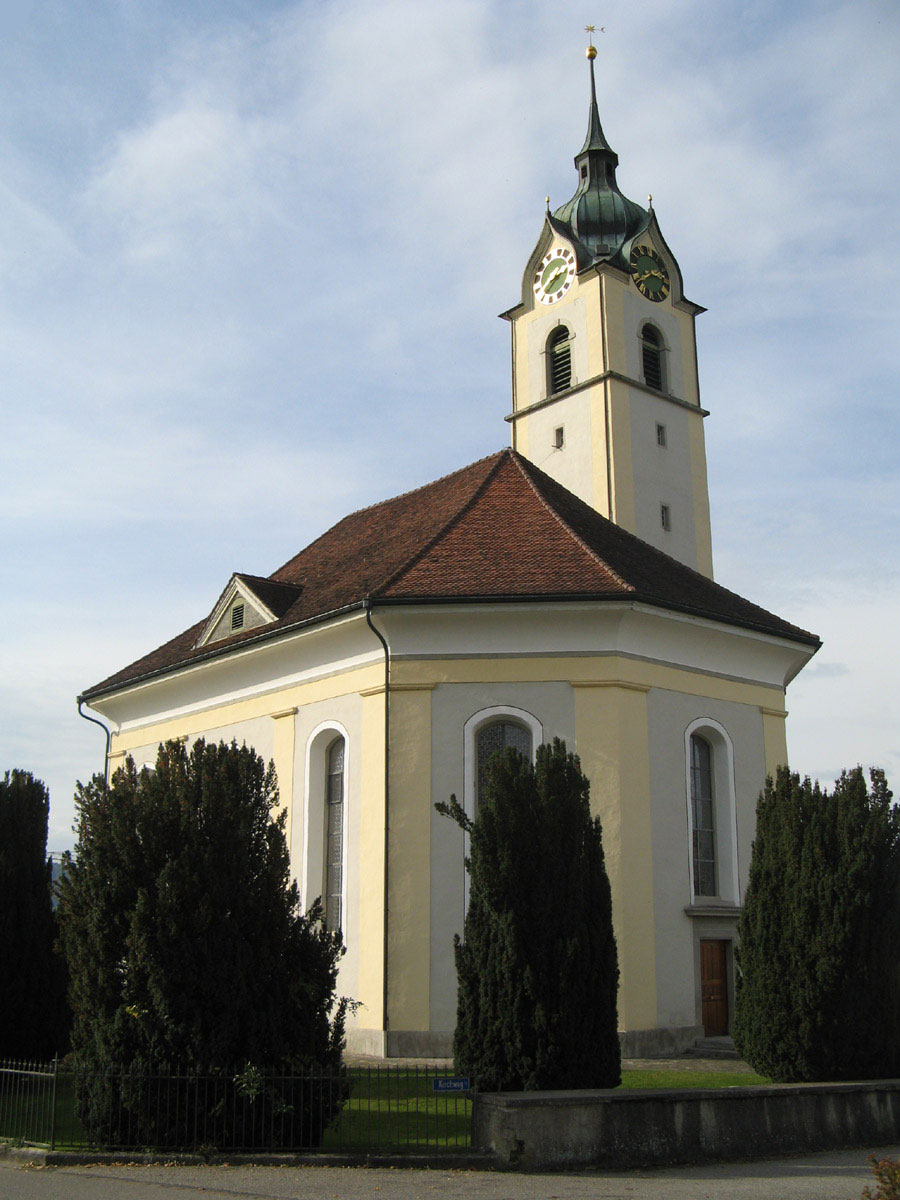
La chiesa riformata

- Chiesa riformata, eretta nel 1820-1822[1];
- Chiesa cattolica, eretta nel 1977[1].

## Società

### Evoluzione demografica
L'evoluzione demografica è riportata nella seguente tabella (dal 1900 con Tennwil):
Abitanti censiti

## Infrastrutture e trasporti
Meisterschwanden è stata servita tra il 1916 e il 1997 dalla stazione di Fahrwangen-Meisterschwanden, capolinea della ferrovia per Wohlen.

## Amministrazione
Ogni famiglia originaria del luogo fa parte del cosiddetto comune patriziale e ha la responsabilità della manutenzione di ogni bene ricadente all'interno dei confini del comune.